# باول انطون
باول انطون (بالرومانية: Paul Anton)‏ (10 مايو 1991 ببيستريتسا في رومانيا - ) هو لاعب كرة قدم روماني في مركز الوسط. شارك مع منتخب رومانيا تحت 21 سنة لكرة القدم ومنتخب رومانيا لكرة القدم. أما مع النوادي، فقد لعب مع أنجي محج قلعة ودينامو بوخارست وسي إس باندوري تارغو جيو ونادي تارغو موريش ونادي خيتافي ونادي كريليا سوفيتوف سامارا وFC Delta Tulcea ‏ وغلوريا بيستريتسا ‏.

## وصلات خارجية
- باول انطون على موقع الاتحاد الأوربي (الإنجليزية)
- باول انطون على موقع قاعدة بيانات كرة القدم.إي يو (الإنجليزية)
- باول انطون على موقع ناشيونال فوتبول تيمز (الإنجليزية)
- باول انطون على موقع Soccerbase.com (لاعب) (الإنجليزية)
- باول انطون على موقع Soccerway.com (الإنجليزية)
- باول انطون على موقع AS.com (الإسبانية)